# Jean-Jaques Lochmann
 (mars 2025).
Jean-Jacques Lochmann, né le 6 juin 1836 à Lausanne et mort le 27 novembre 1923, est un politicien et militaire suisse.

## Biographie
Fils d'un instituteur, Jean-Jacques Lochmann effectue ses études à Lausanne et Paris entre 1854 et 1858, avant d'occuper un poste d'ingénieur-mécanicien à Lausanne  jusqu'en 1882. En 1864 il marie Olympe Savary. Il est conseiller communal de 1878 à 1882 et conseiller municipal de Lausanne de mars à septembre 1882. Il est ensuite nommé directeur du Bureau Topographique Fédéral jusqu'en 1900. Jean-Jacques Lochmann est le créateur de la carte murale de la Suisse au 1:200'000 pour les écoles, mais reste connu pour son rôle de colonel et chef d'arme de génie en 1882. Membre et président de la Commission géodésique suisse entre 1901 et 1920, Jean-Jacques Lochmann est nommé docteur honoris causa de l'Université de Lausanne en 1919. Il décède le 27 novembre 1923 à Lausanne,,.